# Chi Sáo sậu
Chi Sáo sậu (danh pháp khoa học: Gracupica) là một chi thuộc họ Sáo (Surnidae).

## Các loài
- Gracupica nigricollis: Từ miền nam Trung Quốc tới Campuchia và Việt Nam.
- Gracupica contra: Từ Pakistan tới miền nam Trung Quốc, Lào, Campuchia, Indonesia.

## Hình ảnh

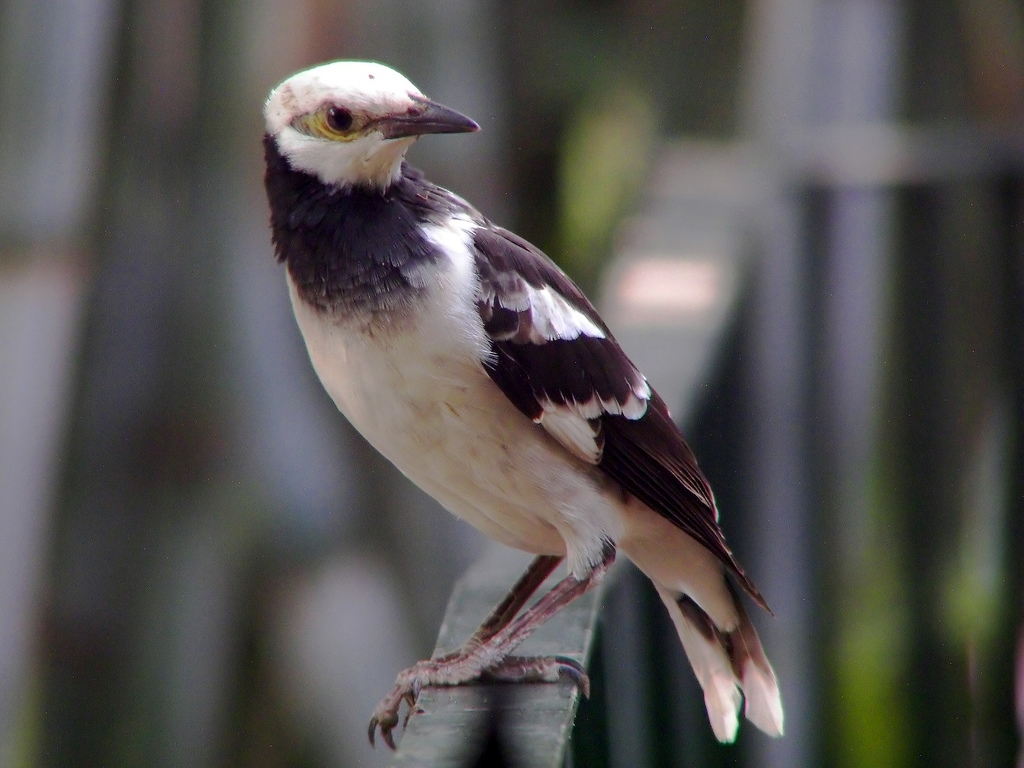
Gracupica nigricollis.
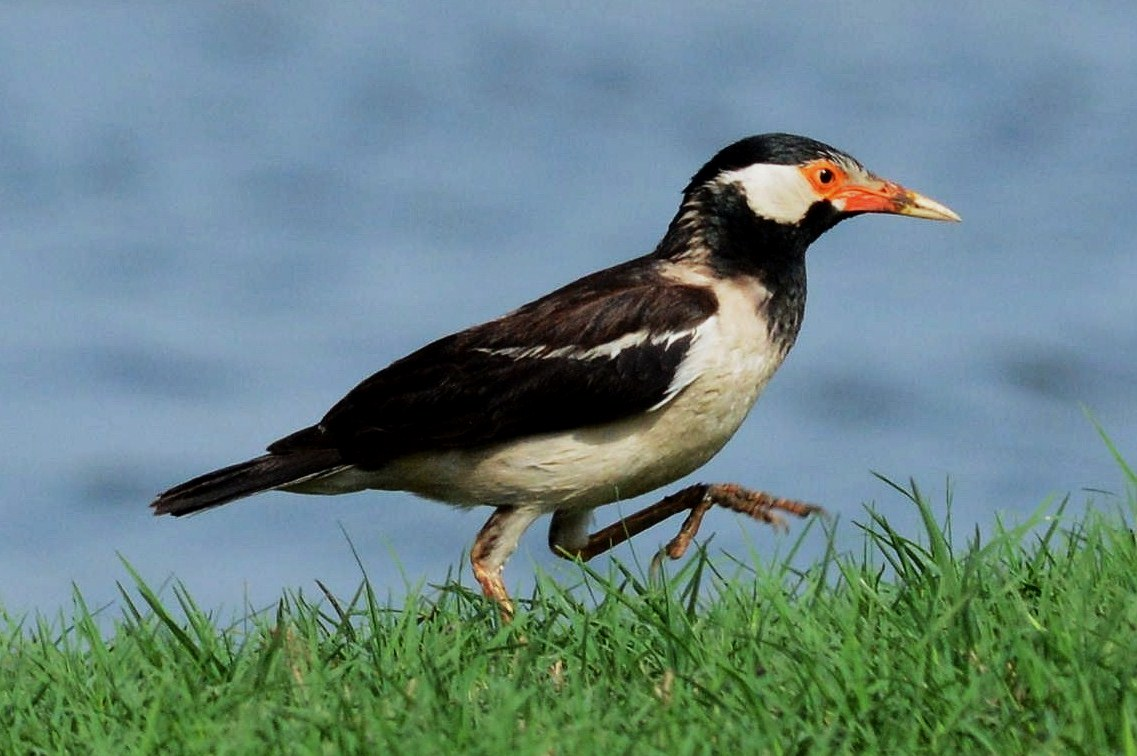
Gracupica contra.